# Diego Antonio Rejón de Silva
Diego Antonio Rejón de Silva (Madrid, 1754-Murcia, 1796) fue un pintor, escritor, lexicógrafo y traductor español.

## Biografía
Su padre, Diego Ventura Rejón y Lucas, descendiente de la vieja nobleza murciana y autor de la novela picaresca Aventuras de Juan Luis. Historia divertida que puede ser útil (1781), se había establecido muy joven en Madrid donde contrajo matrimonio con Antonia Barciela. Maestrante de Granada y oficial de una Secretaría de Estado de Carlos III, fue académico de número de la Real Academia Española desde 1786 (sillón X) y su consiliario, además de miembro honorario de la Real de Bellas Artes de San Fernando. Escribió el poema didáctico en tres cantos La Pintura (1786) y tradujo los tratados sobre la pintura de Leonardo da Vinci y Leon Battista Alberti. También se le debe un Diccionario de las nobles artes (1788) que tiene la virtud de documentar cada palabra con citas de autores españoles.

## Obras
- La Pintura: Poema didáctico en tres cantos, Segovia: Antonio Espinosa de los Monteros, 1786. Hay ed. facsímil de Murcia: Consejería de Cultura y Educación, 1985.
- Diccionario de las nobles artes para instrucción de los aficionados, y uso de los profesores. Contiene todos los términos y frases facultativas de la Pintura, Escultura, Arquitectura y Grabado, y los de la Albañilería o Construcción, Carpintería de obras de fuera, Montea y Cantería, etc. con sus respectivas autoridades sacadas de Autores Castellanos, según el método del Diccionario de la Lengua compuesto por la Real Academia Española..., Segovia: Antonio Espinosa de los Monteros, 1788.
- Disertaciones de la Academia Real de las Inscripciones y Buenas Letras de París, Madrid: Antonio de Sancha, 1782, 3 vols.
- Trad. de Leonardo da Vinci y Leon Battista Alberti, El Tratado de la Pintura, por Leonardo de Vinci, y los tres libros que sobre el mismo arte escribió León Bautista Alberti, traducidos e ilustrados con algunas notas, Madrid: Imprenta Real, 1784, reimpreso en la misma imprenta y lugar en 1827.